# Eduard Hämäläinen
Eduard Hämäläinen (Karagandá, Kazajistán, 21 de enero de 1969) fue un atleta bielorruso y finlandés de origen kazajo, especializado en la prueba de decatlón en la que llegó a ser campeón mundial en 1993.

## Carrera deportiva

### Representando a Bielorrusia
En el Mundial de Stuttgart 1993 ganó la medalla de plata en decatlón, con una puntuación de 8724 puntos, quedando tras el estadounidense Dan O'Brien que consiguió el récord de los campeonatos, y por delante del alemán Paul Meier.
Dos años más tarde volvió a ganar la plata en la misma prueba, en el Mundial de Gotemburgo 1995.

### Representado a Finlandia
En el Mundial de Atenas 1997 ganó de nuevo la plata en decatlón, tras el checo Tomás Dvorak y por delante del alemán Frank Busemann.